# Luigi Gilardi
Luigi Gilardi (Pezzana, 12 agosto 1897 – Alassio, 21 luglio 1987) è stato un ciclista su strada e pistard italiano, professionista dal 1921 al 1924.

## Carriera
Luigi Gilardi arrivò 38º al Giro di Lombardia del 1915, e fu poi selezionato per guidare la 50 km maschile ai Giochi olimpici del 1920.
Dopo i Giochi del 1920, nel 1921 si piazzò terzo al campionato italiano su strada per dilettanti; nello stesso anno divenne professionista. La sua unica vittoria arrivò nel 1921, quando si aggiudicò la Tre Valli Varesine; l'anno dopo si piazzò invece secondo nella Milano-Bellinzona. Gareggiò tra i pro fino al 1924: in quelle quattro stagioni corse il Giro d'Italia per due volte, non riuscendo a terminare la corsa nel 1922 e arrivando 27º nel 1924.
Dopo il ritiro dall'attività divenne meccanico del reparto corse alla Bianchi. Dal 1969 non sono stati più costruiti telai dal reparto corse, e questa numerazione è terminata con il telaio n. 999480. Nello stesso anno la Bianchi terminò l'attività di squadra e chiuse il reparto corse. Dalle annotazioni a margine dei registri ritrovati, si evince che l'ultimo telaio costruito da Valsassina fu il n. 116903 del 1947, il primo costruito da Luigi Gilardi fu il n. 116904 sempre del 1947.

## Palmarès
- 1921 (individuale, una vittoria)

Tre Valli Varesine

## Piazzamenti

### Grandi Giri
- Giro d'Italia

1922: ritirato
1924: 27º

### Classiche monumento
- Giro di Lombardia

1915: 38º
1921: 17º

### Competizioni mondiali
- Giochi olimpici

Sydney 1920 - 50 km a squadre: ritirato